# Sahib I. Geraj
Sahib I. Geraj (krimsko tatarsko ١ صاحب كراى‎, I Sahib Geray, tatarsko Säxip Gäräy, turško I. Sahib Giray, rusko Сахиб I Герай, Sahib I Geraj, ukrajinsko Сахіб I Ґерай, Sahib I Geraj) je bil od leta 1521 do 1524 kan Kazanskega kanata in od leta 1532 do 1551 kan Krimskega kanata, * 1501, † 1551.
Bil je sin krimskega kana Menglija I. Geraja, stari oče osmanskega sultana Sulejmana I. in ustanovitelj Bahčisaraja. 
Leta 1521 je Sahibov brat Mehmed I. Geraj, kan Krimskega kanata, osvojil Kazan in Sahiba imenoval  za kazanskega kana. Njuna vojska je še v tem letu pri Moskvi porazila moskovskega kneza Vasilija III. Ivanoviča. Po bratovi smrti leta 1532 je nasledil prestol Krimskega kanata in leta 1541 ponovno napadel Moskvo. 
Umrl je leta 1551.

## Družina
Sahibovi ženi sta bili:
- Fatima hatun in
- Hanbike hatun, sestra čerkeskega princa Mašuka Kanukova,

s katerima je imel najmanj devet otrok. 
| Sahib I. Geraj Dinastija GerajRojen: 1501 Umrl: 1551 |                                 |                       |
| Vladarski nazivi                                     |                                 |                       |
| Predhodnik: Šahgali                                  | Kan Kazanskega kanata 1521–1525 | Naslednik: Safa Geraj |
| Predhodnik: Islam I.                                 | Kan Krimskega kanata 1532–1551  | Naslednik: Devlet I.  |

1. 1 2  Чувашская энциклопедия — Чувашское книжное издательство, 2006. — 2567 с. — ISBN 978-5-7670-1471-2